# CRASH (DANGER☆GANGのアルバム)
『CRASH』（クラッシュ）は、DANGER☆GANGの1stミニアルバム。2005年7月18日発売。

## 概要
- 通常盤とポスター付きの2タイプが発売された。

## 収録曲
1. CRASH
2. Love is blind
3. 流れ星と秋の空
4. デンジャー☆ギャングの応援歌